# Tyzenhaus-palæet
Tyzenhaus palads (litauisk: Tyzenhauzų Rumai) er et palads i Vilnius gamle bydel, Litauen i nyklassicistisk stil.

## Historie
Historiske kilder nævner en international gotisk bygning på samme sted i 1579. Bygningen stod senere tom og blev ruin. Omkring 1765 blev grunden købt af Antoni Tyzenhaus, der var finansansvarlig for Grodno og en nær ven af den polske konge og storfyrste af Litauen Stanislav Poniatovski. Tyzenhauz var en af periodens bemærkelsesværdige personligheder. Han var ansvarlig for de kongelige ejedomme i storfyrstendømmet Litauen og ansvarlig for en stor industrialiseringsindsats i Grodno-området. I begyndelsen af 1770'erne beordrede han opførelsen af et nyt palads i nyklassicistisk stil.
Huset blev sandsynligvis tegnet af den venetianske arkitekt Giuseppe de Sacco. Efter Tyzenhaus gik konkurs og blev afskediget i 1777, stod paladset tomt. General Fitinhofs enke overtog i 1789 efter Tyzenhaus død i 1785. Året efter overtagelse påbegyndte enken renovering og ombygning af paladset. Arbejdet blev sandsynligvis udført af tyskfødte arkitekt og professor ved det jesuitiske akademi i Vilnius, Martin Knakfuss. Facaden blev ændret og en sal blev bygget. Efter rekonstruktionen havde slottet 30 sale og 16 mindre rum, og var en af de største aristokratiske boliger i Litauen. I 1807 blev endnu en renovering udført af Mikołaj Szulc, hvor interiøret blev moderniseret, og en ny trappe blev føjet til slottet.
Trods ombygningen kom paladset endnu en gang til at stå tomt i 1800-tallet, og blev opdelt i flere butikker og forretninger. Mange døre og vinduer blev indsat i stueetagen og den luksuriøse del af slottet gik i forfald. I begyndelsen af 1900-tallet blev paladset købt af E. Bortkiewicz, der beordrede ombygning af anden etage. Senere, efter byen Vilnius blev en del af Polen i 1922, blev anden og tredje etage endnu engang ombygget for at huse en Hotel Sokołowskiego. 
Da Nazi-tyskland bombarderede Vilnius under angrebet på Polen blev bygningen stærkt beskadiget. Den blev yderligere beskadiget under Operation Ostra Brama i 1944, og kun kældrene, stueetagen og ydervæggene stod tilbage. I modsætning til mange andre bygninger i Vokiečių Gatvė blev palæet genopbygget i 1945. For at sikre boliger til de mange hjemløse i Vilnius foretog de sovjetiske myndigheder en omfattende rekonstruktion af Tyzenhaus paladset i 1957 med små lejligheder, samtidigt blev der tilføjet en fjerde etage, som ikke kan ses fra gaden.
Efter Litauen genvandt sin uafhængighed, blev den gamle bydel i Vilnius et prestigefyldt sted, og mange af beboerne i paladset benyttede lejligheden til at sælge deres lejligheder til en høj pris. Ud af de 40 lejligheder paladset var blevet opdelt i, benyttes de fleste til kontorer eller butikker.

## Bygningen
Slottet har 3 etager mod gaden og 4 etager mod gården. Gården er helt omkranset af bygninger og er tilgængelig gennem 2 porte, en fra hver af de tilstødende gader. Slottet har en trapezformet grundplan. Mod gaden har bygningen en høj kvist. Paladset har kældre i 2 niveau med hvælvinger, som i øjeblikket ikke er i brug.

Et af mere interessante elementer er skulpturer, som kan ses umiddelbart under taget mod gaden, på facaden er der mange forskellige basrelieffer. Der er rum i to etager ud mod gaden. Alle rum har vinduer både mod gade- og gårdsiden. Væggene ud mod gården er smallere. Loftet var uudnyttet efter ombygningen efter 2. verdenskrig, men udnyttes kommercielt efter sammenbruddet af Sovjetunionen.